# 末永天正堂
末永天正堂株式会社（すえながてんしょうどう）は、かつて存在した山口県を地盤とする医薬品・一般用医薬品・医療機器の卸売企業。杉本新和に営業譲渡しセイナスの一部となり、現在は東邦ホールディングス傘下のセイエルとなっている。

## 概要
- 本社 - 山口県宇部市中央町三丁目10番22号
- 資本金 - 1億5,500万円
- 代表取締役社長 - 末永克己

## 沿革
- 江戸の天正年間に創業
- 1951年（昭和26年）11月 - 有限会社末永天正堂設立。
- 1961年（昭和36年） - 株式会社末永天正堂に商号変更。
- 1963年（昭和38年） - 田辺製薬との「MSC」に加盟。
- 1964年（昭和39年） - 三共との「SPS」に加盟。
- 1971年（昭和46年） - 「有限会社末永理化学」設立。
- 1973年（昭和48年） - 本社を山口県宇部市相生町から同市西梶返に移転。
- 1984年（昭和59年） - 「有限会社末永メディカル」「有限会社ジムジョンジャパン」設立。
- 1992年（平成4年） - 杉本新和に営業譲渡。杉本新和はセイナスに社名変更。

## 事業拠点
- 山口県：宇部市・山口市・徳山市・岩国市・萩市・下関市・防府市
- 広島県：広島市

## 主な取引メーカー
- 三共（現:第一三共）
- 田辺製薬（現:田辺三菱製薬）
- 中外製薬
- 萬有製薬
- エーザイ
- 久光製薬
- キッセイ薬品工業
- 大塚製薬
- ファイザー

## 関連企業
- 末永理化学
- 末永メディカル
- 防府臨床検査センター
- 末永旭
- 防府歯科商会

## 事業所
- すえなが薬局
- 井筒屋薬局

## 山口県の有力卸
- 佐村薬局
- 旭薬品
- 磯部商会
- 伊藤薬品
- 常盤薬品
- 能美順天堂
- 三谷薬品
- 土谷薬品